# Neomyro
Neomyro es un género de arañas araneomorfas de la familia Desidae. Se encuentra en  Nueva Zelanda.

## Lista de especies
Según The World Spider Catalog 12.0:
- Neomyro amplius Forster & Wilton, 1973
- Neomyro circe Forster & Wilton, 1973
- Neomyro scitulus (Urquhart, 1891)